# Persoonsbewijzencentrale

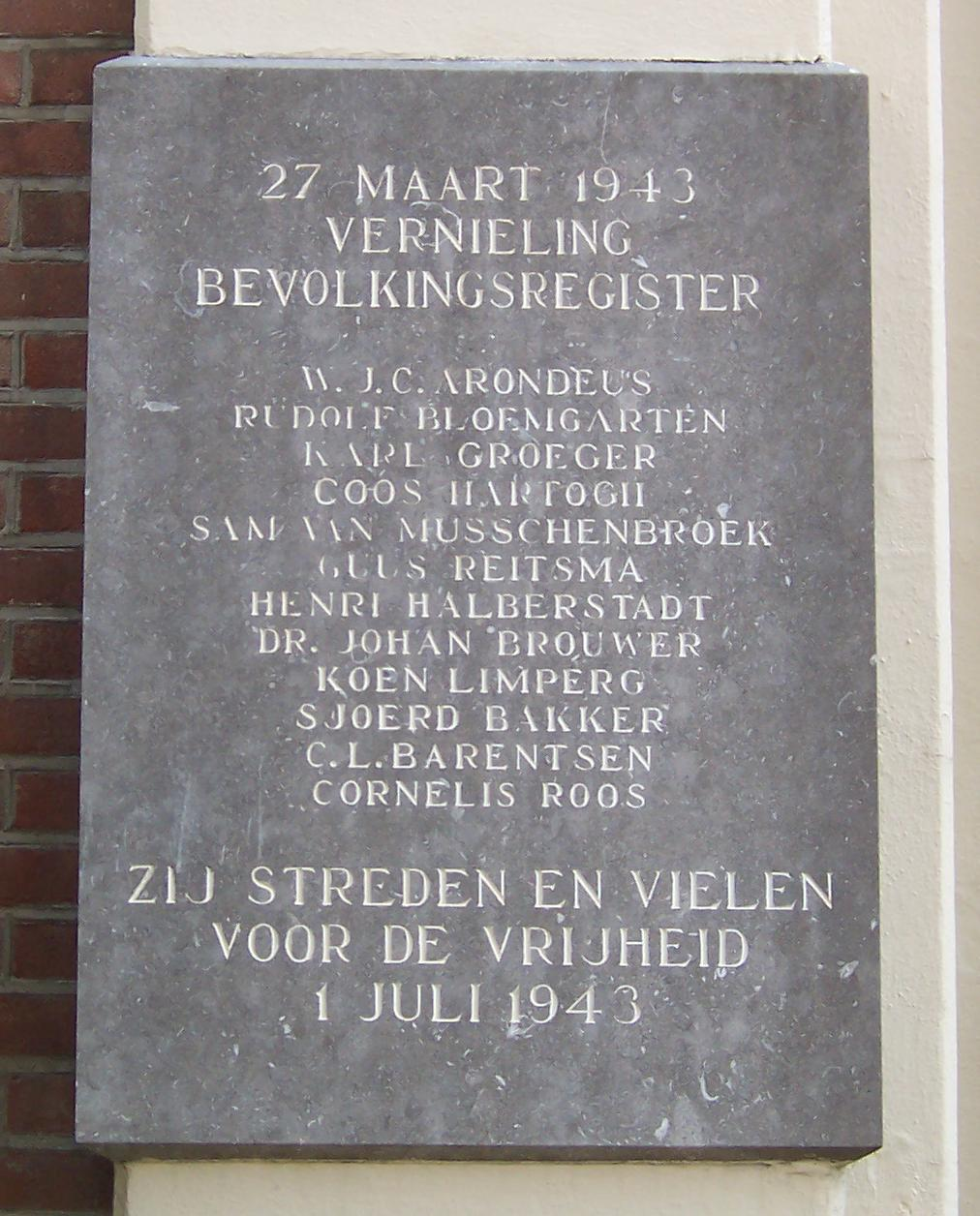
Gedenkplakette beim ehemaligen Einwohnermeldeamt

Die Persoonsbewijzencentrale (PBC) war eine von Gerrit van der Veen aufgebaute niederländische Widerstandsorganisation im Zweiten Weltkrieg.
Sie gab die Untergrundzeitung Rattekruid (Rattengift) heraus, produzierte als größter Fälscherring der Niederlande ca. 80.000 Ausweise, versorgte den Widerstand und untergetauchte Personen mit gefälschten oder erbeuteten Papieren und führte 1943 den Anschlag auf das Einwohnermeldeamt Amsterdam aus. Beim Überfall auf die Staatsdruckerei in Den Haag erbeutete die Gruppe 10.000 Blanko-Ausweise.
Die Gruppe bestand vor allem aus Künstlern und Juden. Bekannte Mitglieder waren Willem Arondeus, Karl Gröger, Frans Duwaer und Gerhard Badrian, der die Leitung nach der Verhaftung von Van der Veen im Mai 1944 übernahm.